# Enclisis ornaticeps
Enclisis ornaticeps är en stekelart som först beskrevs av Thomson 1885.  Enclisis ornaticeps ingår i släktet Enclisis och familjen brokparasitsteklar. Inga underarter finns listade i Catalogue of Life.